# Trường Cao đẳng nghề Đồng An

## Giới thiệu

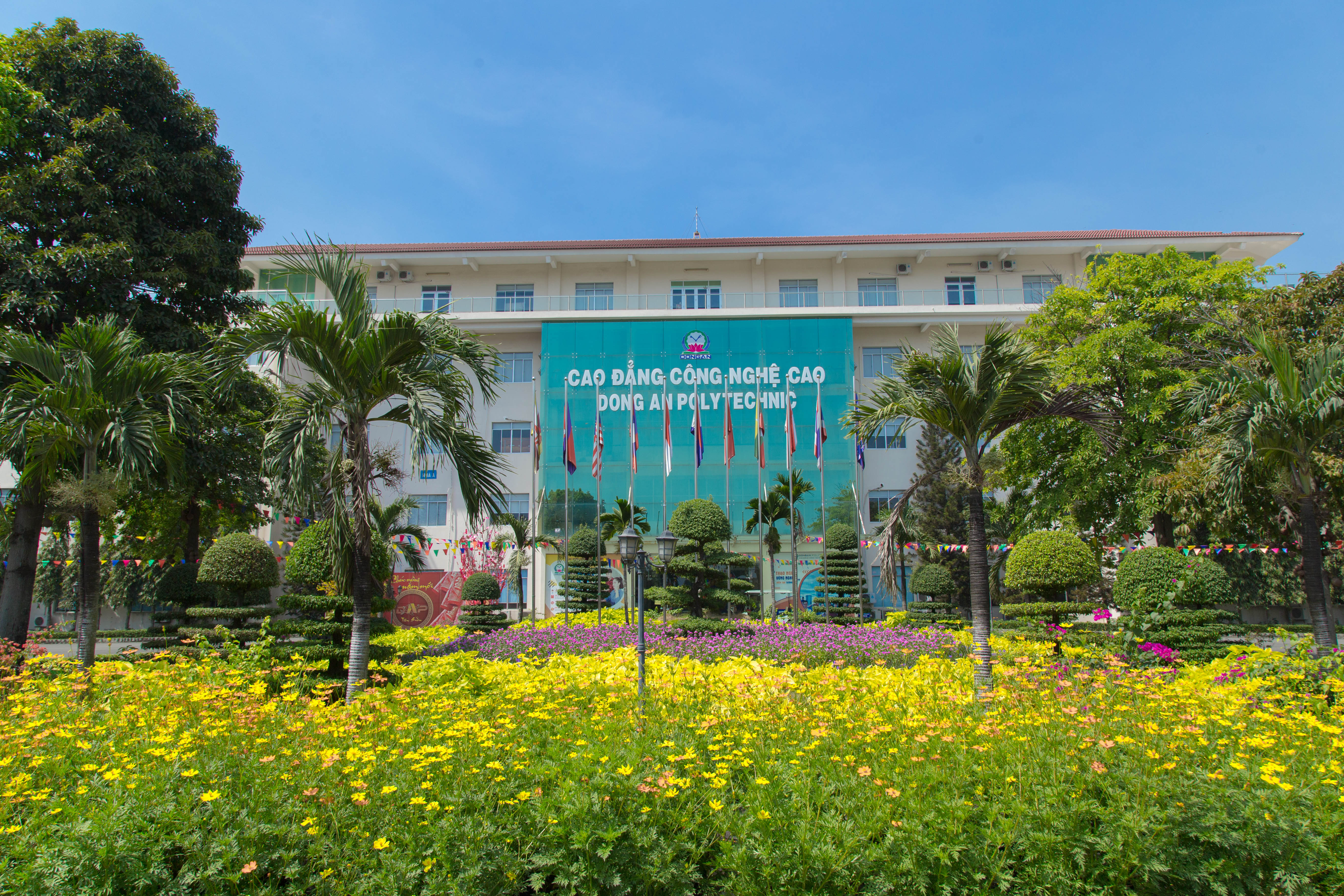
Vị trí: 90, Đường 30/4, Phường Bình Thắng, Thành phố Dĩ An, Tỉnh Bình Dương
Trạng thái: Mở cửa

Trường Cao đẳng Công nghệ cao Đồng An (tên đối ngoại: Dong An Polytechnic) được thành lập theo quyết định số 615/QĐ-BLĐTBXH ngày 7 tháng 5 năm 2008 của Bộ Lao động-Thương binh và Xã hội. Với mục tiêu  đào tạo nguồn nhân lực có chất lượng cao để cung cấp cho các doanh nghiệp, trong dó phần lớn là các doanh nghiệp công nghệ cao về điện tử, công nghệ thông tin, cơ khí... cho hai khu công nghiệp Đồng An 1 và Đồng An 2 do Công ty làm chủ đầu tư và các khu công nghiệp khác của tỉnh Bình Dương, Đồng Nai, Bà Rịa - Vũng tàu và TP. Hồ Chí Minh.
Trường Cao đẳng Công nghệ cao Đồng An là cơ sở dạy trình độ hệ cao đẳng chính quy và hệ cao đẳng 9+4 (gồm 2 giai đoạn: Trung cấp từ 2,0 – 2,5 năm tuỳ theo ngành/nghề và chuyển tiếp liên thông Cao đẳng 2 năm) thuộc hệ thống giáo dục quốc dân được thành lập và hoạt động theo quy định của pháp luật . Ban đầu thành lập, trường có tên "Cao đẳng nghề Đồng An", là đơn vị sự nghiệp, có quyền tự chủ và tự chịu trách nhiệm theo quy định của pháp luật. Trường có tư cách pháp nhân, có con dấu và tài khoản riêng.
Ngày 30 tháng 5 năm 2011, Bộ Lao động – Thương binh và Xã hội đã ký quyết định số 649/QĐ-LĐTBXH đổi tên Trường Cao đẳng nghề Đồng An thành Trường Cao đẳng Công nghệ cao Đồng An ( DAP). Với diện tích 30 ha, DAP là một trong những trường Cao đẳng có diện tích lớn nhất Việt Nam. Toạ lạc ở vị trí đắc địa, nơi giao nhau của khu vực tứ giác kinh tế phát triển năng động nhất nước: Thành phố Hồ Chí Minh, Đồng Nai, Bình Dương, Bà Rịa Vũng Tàu: tiếp giáp làng Đại học Quốc gia, Bến xe Miền Đông mới và nằm trên tuyến Metro Bến Thành-Suối Tiên; Cao đẳng Công nghệ cao Đồng An có điạ lợi để phát triển thành một cơ sở giáo dục lớn trong tương lai.
Với tôn chí "Thạo nghề - Vững nghiệp – Kiến tạo tương lai", trường luôn chú trọng đào tạo sinh viên phát triển toàn diện kiến thức chuyên môn và kỹ năng nghề nghiệp, năng động - bản lĩnh - tự tin trong nhịp sống trong xã hội hiện đại, cùng lúc có khả năng hòa nhập nhanh với cộng đồng quốc tế, đảm nhận tốt công việc trong môi trường đa lĩnh vực, đa văn hoá.

## Liên kết ngoài

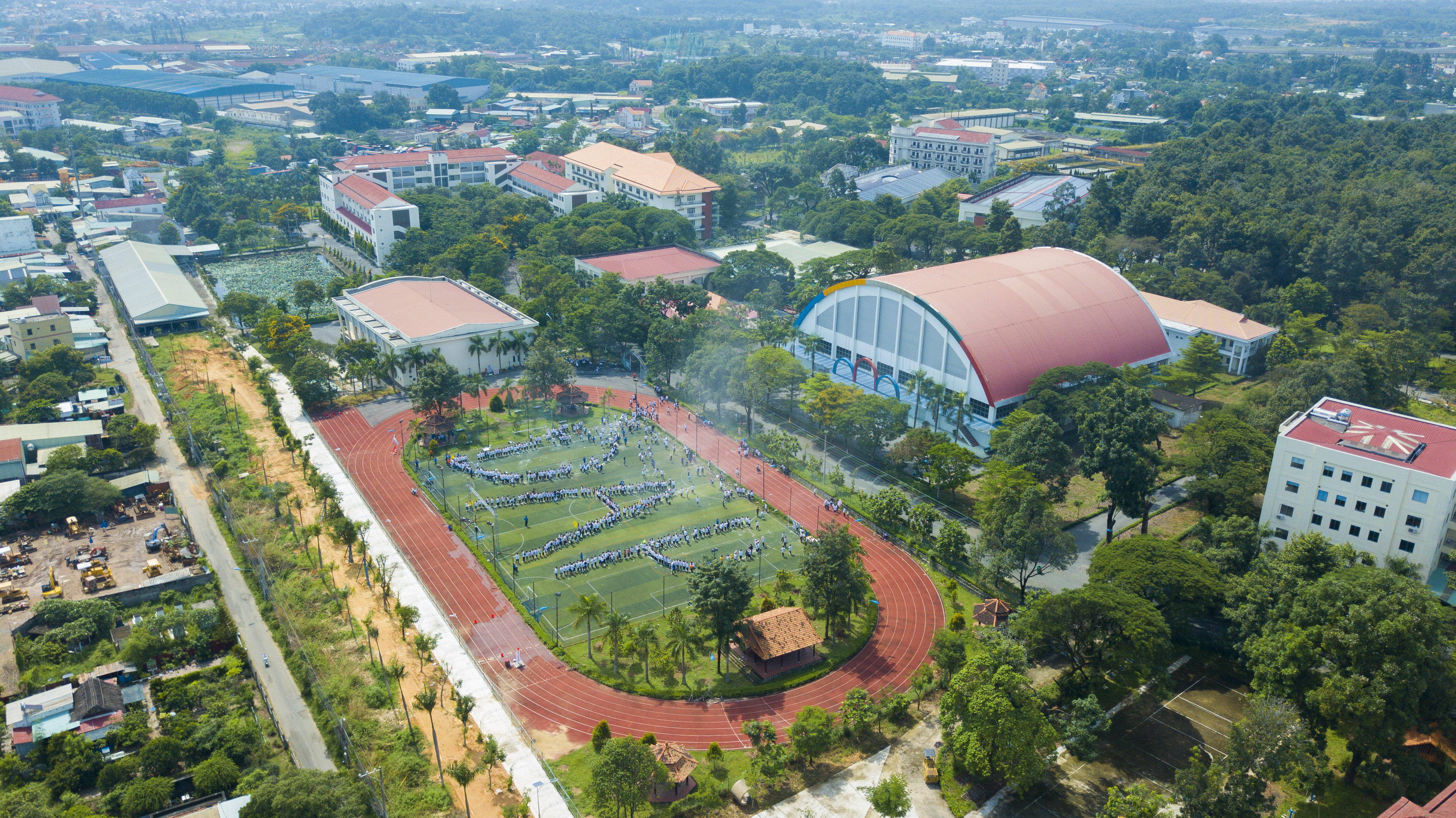
Sân vận động trường

## Thành tích
- Liên tục 5 năm liền trường được chủ tịch UBND tỉnh Bình Dương tặng Bằng khen.
- 2016: Dẫn đầu thi đua khối trường đại học, cao đẳng, được tặng cơ thi đua của tỉnh Bình Dương.
- 2017: Bằng khen của Thủ dướng Chính phủ.
- 2018: Huân Chương Lao động hạng Ba

## Các khoa và ngành đào tạo
Khoa Công nghệ điện
- Điện công nghiệp
- Điện tử công nghiệp
- Kỹ thuật máy lạnh và điều hoà không khí
- Công nghệ kỹ thuật điều khiển và tự động hoá

Khoa Y - Dược
- Công nghệ thực phẩm
- Dược
- Điều dưỡng

Khoa Du lịch
- Quản trị khách sạn
- Quản trị nhà hàng
- Du lịch lữ hành
- Kỹ thuật chế biến món ăn

Khoa Kinh tế
- Kế toán doanh nghiệp
- Quản trị kinh doanh
- Tài chính ngân hàng

Khoa Ngoại ngữ
- Tiếng Anh
- Tiếng Trung
- Tiếng Nhật
- Tiếng Hàn

Khoa Công nghệ cơ khí
- Công nghệ kỹ thuật cơ khí
- Cơ khí chế tạo máy (Cắt gọt kim loại)
- Cơ điện tử

Khoa Công nghệ ô tô
- Công nghệ ô tô

Khoa Công nghệ thông tin
- Công nghệ thông tin (Ứng dụng phần mềm)
- Quản trị mạng máy tính
- Thiết kế đồ hoạ

Khoa Chăm sóc sắc đẹp - May thời trang
- Toạ mẫu và chăm sóc sắc đẹp
- May thời trang

## Cơ sở vật chất

Cơ sở vật chất

Trường Cao đẳng Công nghệ cao Đồng An là trường tiên phong trong việc đưa tiêu chuẩn cao cấp về cơ sở vật chất nhằm đem lại cho sinh viên sự tiện nghi trong học tập, sự trải nghiệm thực tế trong nghề nghiệp, tiện ích trong sinh hoạt. Tất cả nằm trong một môi trường xanh mát, an toàn, vệ sinh với khuôn viên rộng 30 ha, tọa lạc giữa khu đô thị đại học quốc gia, khu Công nghệ cao TP.HCM và các khu công nghiệp thuộc 2 tỉnh Đồng Nai, Bình Dương.
Cơ sở hạ tầng được xây dựng nhiều hạng mục, khang trang, hiện đại với tổng diện tích sàn là 55.738 m2 như: Giảng đường, Văn phòng, Trung tâm công nghệ cao, Thư viện, Nhà thi đấu đa năng, Ký túc xá, Khách sạn, nhà hàng, hội trường, nhà truyền thống, sân bóng đá...
Trang thiết bị cho giảng dạy và học tập được đầu tư đồng bộ, hiện đại, cho các ngành đào tạo tại trường. Các thiết bị ngoại nhập từ Mỹ, Nhật Bản, Hàn Quốc, Đài Loan, Singapore, Trung Quốc,... Đặc biệt Trung tâm Công nghệ cao của trường được trang bị  hiện đại với các loại máy gia công cơ khí CNC theo chuẩn công nghiệp. thuộc các dòng máy Nhật Bản thương hiệu Mazak, dòng máy Hàn Quốc thương hiệu Doosan.
Tham quan toàn cảnh tại :
http://360campus.dongan.edu.vn/ Lưu trữ ngày 6 tháng 8 năm 2023 tại Wayback Machine